# Coix
Coix L., 1753 è un genere di piante appartenenti alla famiglia delle Poacee (o Graminacee).

## Tassonomia
Il genere appartiene alla sottotribù Rottboelliinae (sottofamiglia Panicoideae, tribù Andropogoneae).
Comprende le seguenti specie:
- Coix aquatica Roxb.
- Coix gasteenii B.K.Simon
- Coix lacryma-jobi L.